# باشگاه فوتبال کاماتامار سان‌اوکی

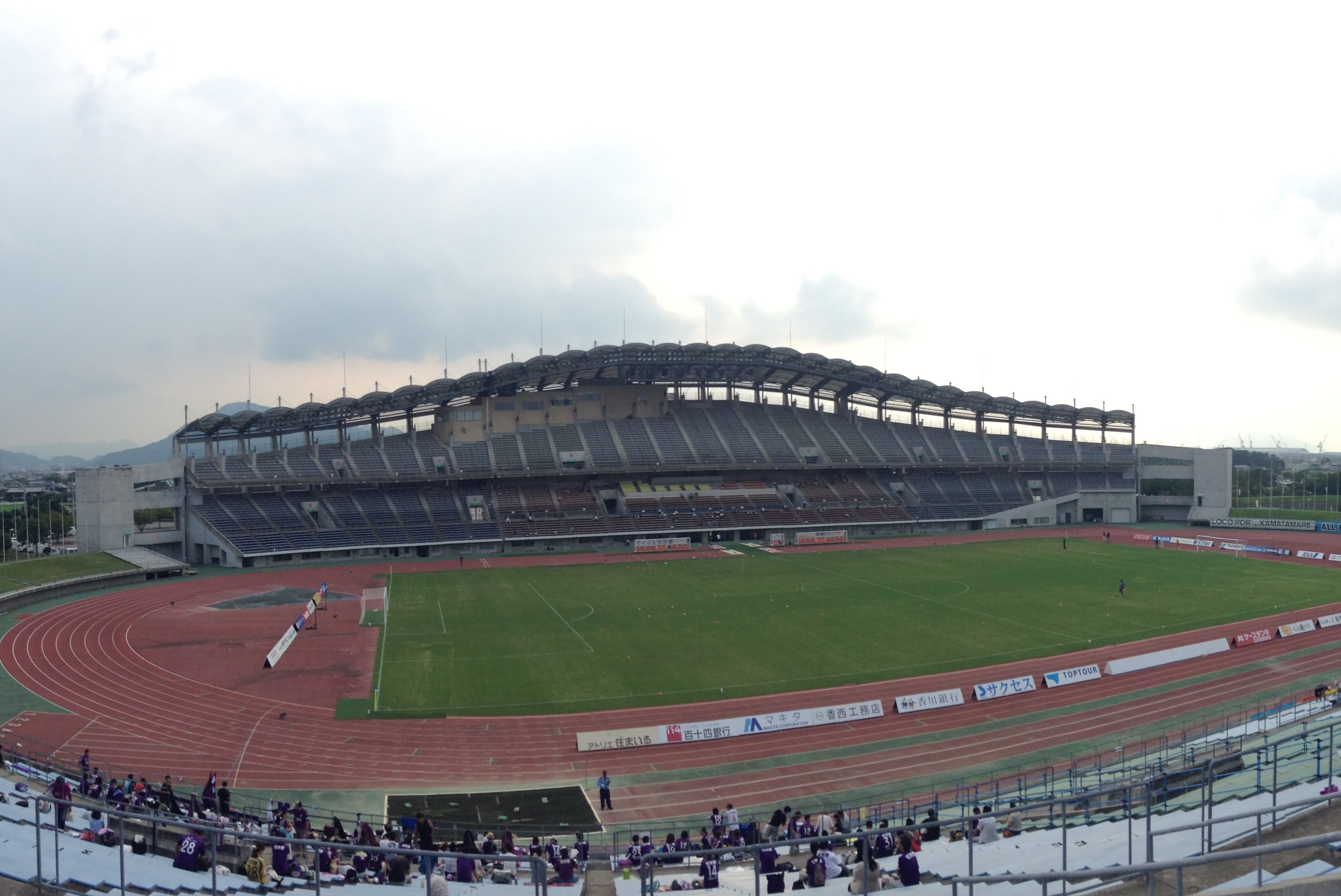
استادیوم تیم کاماتامار سان‌اوکی

باشگاه فوتبال کاماتامار سان‌اوکی ژاپنی: Kamatamare Sanuki باشگاه فوتبالی در شهر استان کاگاوا، ژاپن است که در جی‌لیگ ۳ بازی می‌کند. این باشگاه در سال ۱۹۵۶ میلادی پایه‌گذاری شده است.